# 唐愛
唐愛（1513年—？），字良德，直隸蘇州府嘉定縣人，明朝政治人物。

## 生平
嘉靖十九年（1540年）庚子科應天府鄉試第一百十九名舉人，嘉靖二十年（1541年）辛丑科三甲160名進士。官福建南安縣知縣，治行冠八閩，入爲兵部主事，历升職方司署员外郎、郎中。升四川按察司佥事、浙江布政司参议、山东按察司副使，四十二年十月以科道纠劾閑住。

## 家族
曾祖唐信；祖父唐欽，七品散官；父唐槿，典膳，贈兵部职方司署员外郎。嫡母沈氏，贈安人；生母盧氏（1493年-1571年），封太安人。具庆下。兄唐爵，州同知；唐孚；唐舜。弟唐受；唐豹；唐書；唐豸。